# Juncus elliottii
Juncus elliottii là một loài thực vật có hoa trong họ Juncaceae. Loài này được Chapm. mô tả khoa học đầu tiên năm 1860.